# Seeco Records
La Seeco Records era un'etichetta discografica americana specializzata nella musica latina.

## Storia
L'americano Sidney Siegel Parlayed era un gioielliere che aveva iniziato la sua attività in una vecchia casa distrutta durante la prima guerra mondiale. Questa era un regalo di nozze di suo suocero; ma a causa dello stato malandato dell'edificio, gli ultimi piani erano rimasti inutilizzati, lasciando solo il piano terra, che era più che ideale per avviare un'impresa, perché la zona lo meritava. Così, nel 1941 aprì Casa Siegel, dove venivano venduti oltre ai gioielli, radio, dischi e mobili a prezzi convenienti. Howard Roseff, suo cugino, che aveva lavorato con lui nel negozio fin dall'infanzia, anni dopo sarebbe diventato il suo braccio destro nella casa discografica.
La maggior parte dei clienti era portoricana, perché la ditta forniva la musica più scelta, argentina, messicana e i successi del momento nei generi rumba, bolero, tango, etc.
Durante il primo decennio degli anni '40, il boom delle case discografiche fu importantissimo per le emittenti che trattenevano per sé il materiale e a sua volta generava un perenne lotta per i diritti editoriali. Sidney Siegel era consapevole del fatto che il metodo di lavoro delle aziende musicali le avrebbe portate ad una brutta fine se avessero continuato con lo stesso sistema mal consigliato per la musica locale. Ma c'era il dettaglio importante che nella sua attività aveva una grande richiesta del genere musicale che vendeva. E nonostante la visione di Siegel, era un fatto che molti artisti erano senza lavoro e, notando il grande potenziale che avevano i cantanti popolari, decise di trasformare la categoria in un business. Vedendo la richiesta di incisioni della RCA Víctor, Columbia Records e Decca Records, sapeva che non avrebbe retto per molto e decise di aprire la propria compagnia in Canada. La Seeco Records iniziò l'attività nel 1944 con i suoi primi artisti Pupi Campo e l'arrangiatore Noro Morales che a loro volta dettero spazio alla musica cubana, portoricana, messicana, argentina, spagnola e dominicana.
A causa della forte domanda, creò compagnie affiliate alla sua, come Tropical Records e Bronjo Records. Durante i decenni tra il 1940 e il 1950, grazie alla fama e al catalogo degli artisti che possedeva, aprì case discografiche in diverse parti del mondo, nonché collaborazioni con le case discografiche esistenti. Nel 1953 pubblicò il suo primo album di 12', mentre quelli di 10' sia in 33 che in 78 giri continuarono a essere stampati fino alla metà degli anni '60.
Nonostante il fatto che la sua fama e il prestigio si fossero mantenuti a livello nazionale ed internazionale per più di due decenni e negli anni '60, la Seeco Records cominciò a decadere a causa dell'esodo ad altre case discografiche di molti dei suoi artisti chiave come Celia Cruz e Vicentico Valdes nel 1965 e più tardi l'orchestra Sonora Matancera ed anche per l'impulso che diedero alla musica latino-americana a New York e altrove negli Stati Uniti, le aziende Tico Records e RCA Victor, tra le altre etichette. Alla fine degli anni '60 Sidney Siegel vendette la sua compagnia e poco dopo morì per un attacco cardiaco fulminante. Diversi anni più tardi il catalogo dell'azienda fu venduto all'etichetta West Side Latino Records e, dopo la chiusura di quest'ultima, i suoi cataloghi, che comprendevano la defunta ditta United Artists Latino Records e la Seeco, furono acquisiti nel dicembre 2008 dalla casa discografica americana Code Music, che le commercializza ancora al momento della stesura di questo articolo.

## Filiali discografiche
- Bronjo Records
- Tropical Records

## Artisti
- Bobby Capó
- Stan Getz
- Hugo del Carril
- Bienvenido Granda
- Skitch Henderson
- José Melis
- Olga Guillot
- Alfredo Sadel
- Nelson Pinedo
- Joe Valle
- Noro Morales
- Vicentico Valdés
- Miguelito Valdes
- Tito Puente
- Lola Flores
- Luis Pérez Meza
- Charlie Palmieri
- Trio Los Panchos
- Daniel Santos
- Los Jóvenes del Cayo
- Leo Marini
- Cy Coleman
- Lydia Scotty
- Celia Cruz
- La Sonora Matancera
- César Concepción

- Orquesta Riverside
- Tito Guízar
- La Plata Sextette
- Joe Cuba
- Eva Garza
- Virginia López
- Hermanos Ferreira
- Cortijo y su Combo & Ismael Rivera
- Rey Caney (Reinaldo Hierrezuelo)
- Chapuseaux, Damiron y Silvia de Grasse
- Orquesta América del 55
- Machito & His Afro-Cubans & Graciela
- Alberto Beltrán
- Orquesta de Adolfo Guzmán
- Gloria Diaz
- Carmen Delia Dipini
- Rodolfo Hoyos
- Carlos Argentino
- Dámaso Pérez Prado
- Chavales de España
- Olga Chorens y Tony Alvarez (come il duetto Olga y Tony)
- Orquesta Estrellas Cubanas (come Cuban All-Stars)
- Chucho Martínez Gil
- Hermanas Lago
- Trío de Johnny Rodríguez